# Jacopo Francesco Riccati
El conde Jacopo Francesco Riccati (Venecia, 28 de mayo de 1676-Treviso, 15 de abril de 1754) fue un matemático y filósofo veneciano, que estudió detalladamente la hidrodinámica sobre la base de la mecánica newtoniana, a cuya introducción en Italia colaboró. En su momento se le ofreció la presidencia de la Academia de Ciencias de San Petersburgo, pero rechazó el honor en aras de su retirada y aristocrática vida.
Se le recuerda por el estudio de ecuaciones que llevan su nombre, un tipo de ecuaciones diferenciales de la forma
{\displaystyle y'=q_{0}(x)+q_{1}(x)\,y+q_{2}(x)\,y^{2}}
extensiones de la ecuación diferencial de primer orden. En general, esta ecuación no se puede resolver elementalmente (o en términos finitos); lo que fue demostrado en el siglo XIX.

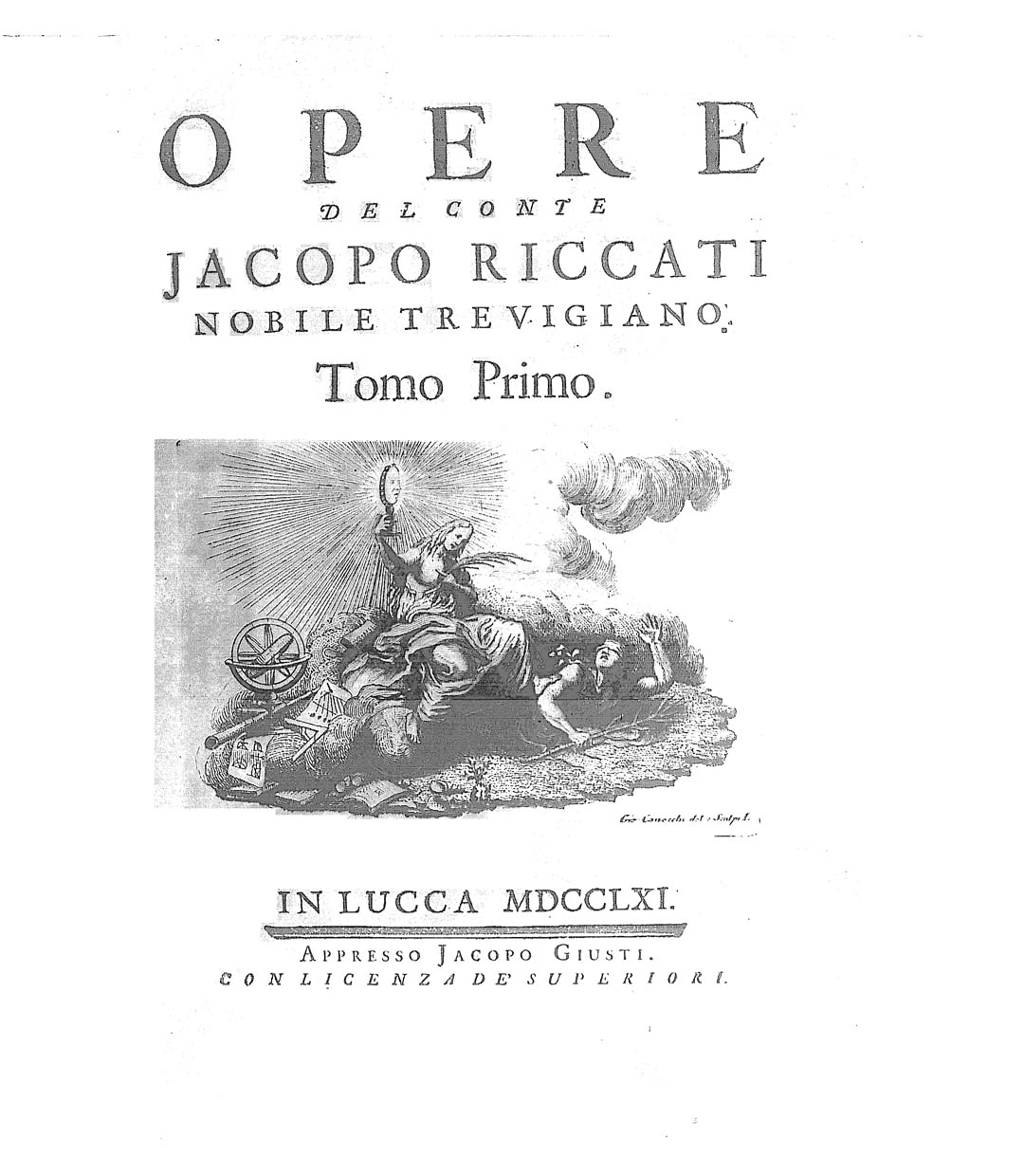
Opere, 1761

Aunque ello es un accidente histórico, pues su trabajo se limitó al análisis de casos particulares de la ecuación. Siendo esta planteada y analizada en la forma que conocemos por la familia Bernoulli.
En las investigaciones de esa familia de ecuaciones planteó la ecuación especial de Riccati, que sí posee solución en términos finitos para un número limitado de casos.

## Honores
El asteroide (14074) Riccati fue nombrado  en honor a la familia de matemáticos italianos de Jacopo Francesco Riccati (1676-1754) y sus hijos Vincenzo (1707-1775), Giordano (1709-1790) y Francesco (1718-1791).